# Ingaladahalli, Holalkere
Ingaladahalli là một làng thuộc tehsil Holalkere, huyện Chitradurga, bang Karnataka, Ấn Độ.